# From Here and On
From Here and On är det svenska punkbandet Bombshell Rocks' tredje studioalbum, utgivet 2002 av Burning Heart Records. Skivan kom att bli bandets sista för Burning Heart då man inför nästa album övergick till finska Combat Rock Industry.

## Låtlista
1. "Intro DTPR"
2. "Begging for Mercy"
3. "On My Way"
4. "Warpath"
5. "From Here and On"
6. "Almost Free"
7. "Out of the Cold"
8. "My Own War"
9. "Untitled"
10. "By the Blink of an Eye"
11. "Crossroads"
12. "Dream, Dream, Dream"
13. "Cheated Again"

## Personal
- Richard Andersson - gitarr, bakgrundssång
- Mårten Cedergran - sång
- Thomas Falk - trummor
- Mathias Lindh - gitarr
- Eskil Lövström - ljudtekniker, producent
- Jacob Munck - akustisk gitarr
- Crippe Määttä - gitarr, bakgrundssång
- Henrik Walse - artwork

### Fotnoter
1. ↑  ”From Here and On”. Discogs.com. http://www.discogs.com/Bombshell-Rocks-From-Here-And-On/release/2229666. Läst 1 april 2012.